# معجم الإنجليزية الوسطى
قاموس اللغة الإنجليزية الوسطى هو قاموس للغة الإنجليزية الوسطى تم نشره في جامعة ميشيغان. وهو معجم شامل للفتره من 1100 إلى 1500 مقدمًا تحليلاً شاملاً للمفردات واستخدامها «تقدم صفحاته التي يبلغ عددها 15000 صفحة استنادًا إلى تحليل مجموعة من أكثر من ثلاثة ملايين قسيمة استشهاد، وهي أكبر مجموعة من هذا النوع متاحة».

## نبذة
ابتدأ المشروع في عام 1920 وتم نشره في عام 1954 علي يد هانس كيرته وشيرمان خهان بعنوان «الخطة والفهرسة» . تم نشر المزيد من الكتيبات في مجلدات عديدة (حسب الترتيب الأبجدي) على مدى العقود العديدة القادمة.وتم استكمال الفاموس في عام 2001. وتم نشر المعجم مجانا في الإنترنت على صيغه HTML في عام 2007.